# 13-та повітрянодесантна дивізія (США)
13-та пові́трянодеса́нтна диві́зія а́рмії США (англ. 13th Airborne Division) — військове з'єднання, повітрянодесантна дивізія повітрянодесантних військ США. Офіційно була сформована в серпні 1943 року у форті Брегг в Північній Кароліні й знаходилася в складі збройних сил США до лютого 1946 року. Участі в бойових діях під час Другої Світової війни не брала.

## Історія
Після активації дивізія залишалася на території континентальних Сполучених Штатів до завершення курсу підготовки, який був пройдений на вересень 1944 року. Однак, формування дивізії продовжували знаходитися ще 4 місяці в США, після того як частина її військ пішла на підкріплення бойових підрозділів 82-ї та 101-ї повітрянодесантних дивізій, що зазнали певних втрат під час боїв в Європі. Більш того, через відсутність достатньої кількості військово-транспортних літаків для підготовки дивізія не завершила повний курс бойової підготовки за програмою навчання. Ця затримка була викликана тим, що 82-га та 101-ша повітрянодесантні дивізії, вели бойові дії в Європі, мали пріоритет у порівнянні з 13-ю. У результаті цих затримок дивізія урешті-решт була повністю підготовлена на січень 1945 року і була передислокована до Франції на європейському театрі воєнних дій в лютому цього ж року.
Коли дивізія прибула до Франції, вона перейшла під командування 1-ї союзницької парашутної армії, яка контролювала всі союзні повітрянодесантні з'єднання. У зв'язку з тим, що з'єднання прибуло лише на початку 1945 року, дивізія упустила можливість взяти участь у третій великій повітрянодесантній операції, що проводилася союзниками — операції «Маркет-Гарден».
Згодом дивізія була відібрана для участі в операції «Версіті», повітрянодесантній операції, що планувалася для підтримки форсування основними силами 21-ї групи армій річки Рейн, однак не взяла участі через брак транспортних літаків для виконання бойових завдань в ході операції. Низка інших операцій також планувалися за участю 13-ї дивізії після закінчення операції «Версіті». Проте, ці операції були скасовані, коли цілі, що визначалися для захоплення вже були захоплені в ході швидкого просування союзних наземних військ, і цілі для десанту ставали зайвими.
Після завершення війни в Європі, дивізія була передислокована до Сполучених Штатів, де приступила до підготовки до запланованого вторгнення до Японії, але конфлікт на Далекому Сході закінчилася перш, ніж це стало необхідним, і дивізія лишилася в Сполучених Штати. 26 лютого 1946 дивізія була, нарешті, деактивована, і її бойової персонал був переданий в розпорядження 82-ї повітрянодесантної дивізії.